# Cluses
Cluses és un municipi francès del departament de l'Alta Savoia i la regió d'Alvèrnia-Roine-Alps. Està situat a la vall del riu Arve.